# 智城碑
智城碑为使用方块壮字书写的汉文摩崖石刻，位于广西壮族自治区上林县覃排乡智城山，刻于武周万岁通天二年，公元697年。为全国重点文物保护单位智城城址的一部分。澄州大首领，澄州剌史，韦敬办撰文，无虞县令韦敬一刻制。该碑是广西壮族自治区第一批广西重点文物保护单位。碑高164厘米，宽78厘米，自右而左竖刻，字宽约1.5厘米，共计1108字。

## 延伸閱讀
- 六合坚固大宅颂碑
- 智城城址